# Red Level, Alabama
Red Level là một thị trấn thuộc quận Covington, tiểu bang Alabama, Hoa Kỳ. Dân số năm 2009 là 545 người, mật độ đạt 109 người/km².